# Oggetto sottomarino non identificato
USO è l'acronimo inglese di Unidentified Submerged Object o Unidentified Submarine Object, in italiano oggetto sottomarino non identificato (OSNI). Con questo termine nell'ambito dell'ufologia si definiscono gli oggetti avvistati sotto la superficie del mare che non si è riusciti ad identificare come artefatti conosciuti; si tratta in sostanza degli equivalenti sottomarini degli oggetti volanti non identificati, noti come UFO, avvistati invece in cielo.

## Panoramica
Gli avvistamenti sono meno numerosi di quelli relativi ai più noti UFO.
Tali avvistamenti, riconducibili a fenomeni naturali o veicoli di nuova concezione (ed esempio militari), sono spesso attribuiti a un'origine extraterrestre nell'ambito delle teorie del complotto sugli UFO.
Alcuni ufologi ritengono che nelle profondità oceaniche siano ubicate numerose basi spaziali aliene.

## Storia
Il termine USO venne utilizzato inizialmente in ambito militare e navale, soprattutto dalla Marina degli Stati Uniti e dalle organizzazioni di ricerca mondiali, negli anni ‘60 e ‘70, per descrivere oggetti o anomalie rilevate dai sonar e da altri strumenti nei mari e negli oceani che sfuggivano a una facile classificazione.